# Ischnobracon v-macula
Ischnobracon v-macula är en stekelart som först beskrevs av Cameron 1899.  Ischnobracon v-macula ingår i släktet Ischnobracon och familjen bracksteklar. Inga underarter finns listade i Catalogue of Life.